# Mamlejeh
Mamlejeh är en ort i Iran.   Den ligger i provinsen Nordkhorasan, i den nordöstra delen av landet, 500 km öster om huvudstaden Teheran. Mamlejeh ligger 1 175 meter över havet och antalet invånare är 171.
Terrängen runt Mamlejeh är kuperad. Runt Mamlejeh är det ganska glesbefolkat, med 27 invånare per kvadratkilometer. Närmaste större samhälle är Bojnourd, 14,1 km öster om Mamlejeh. Omgivningarna runt Mamlejeh är i huvudsak ett öppet busklandskap.